# Zeche Zellerfeld
Die Zeche Zellerfeld ist ein ehemaliges Steinkohlenbergwerk in Hombruch. Das Bergwerk war auch unter dem Namen Zeche Louise & Zellerfeld bekannt.

## Bergwerksgeschichte
Am 9. Juni des Jahres 1730 erfolgte die allgemeine Belehnung. Belehnt wurden Johann Wilhelm Franzen, Elias Heimesath und Philipp Heimesath mit einer Fundgrube und zwölf Maaßen. In dem Grubenfeld befanden sich zwei Kohlenbänke, die seit längerer Zeit im Bergfreien lagen. Nach der Belehnung wurde das Bergwerk in Betrieb genommen. Es wurde ein Stollen angesetzt und mit dem Abbau begonnen. Im Jahr 1739 verursachte der Betrieb des Bergwerks hohe Kosten. Nachdem die Kohlenvorräte abgebaut worden waren, schieden die beiden Brüder Elias Heimesath und Philipp Heimesath aus der Gewerkschaft aus. Neuer Mitgewerke des Gewerken Franzen wurde Gerhard Henrich Dieckerhoff. Die Gewerken legten einen neuen Stollen an und bauten darüber die tiefer liegenden Kohlen ab. In den Jahren 1754 und 1755 wurde das Bergwerk Zeche Louise & Zellerfeld genannt. Am 18. April des Jahres 1771 waren als Gewerken Gerhard Henrich Dieckerhoff und der Richter Franzen für seine Mutter in den Unterlagen vermerkt. In den Jahren 1787 und 1788 wurden im Hombrucher Gehölz einige Schächte geteuft. Seit dem Jahr 1796 war das Bergwerk stillgelegt. Im Jahr 1843 wurde das Längenfeld Zellerfeld mit einem Beilehn verliehen. Im Jahr 1848 konsolidierte die Zeche Zellerfeld mit weiteren Bergwerken zur Zeche Louise Tiefbau.